# Danilo Saén
Danilo Saén, vollständiger Name Danilo Henry Saén Dobinin, (* 3. April 1994 in Montevideo) ist ein uruguayischer Fußballspieler.

## Karriere
Der 1,75 Meter große Torhüter Saén gehört seit der Clausura 2015 dem Kader des Erstligisten Rampla Juniors an. Bei den Montevideanern debütierte er unter Trainer Jorge Barrios am 14. Februar 2015 beim 1:1-Unentschieden im Auswärtsspiel gegen Sud América mit einem Startelfeinsatz in der Primera División. In der Clausura 2015 lief er in insgesamt drei Erstligaspielen auf. Nach dem Abstieg am Saisonende kam er in der Zweitligaspielzeit 2015/16 in einem Ligaspiel zum Einsatz.